# José Ignacio Cubero
José Ignacio Cubero Marcos (Guecho, Vizcaya, 6 de abril de 1974) es un jurista, administrativista y profesor universitario español.

## Biografía
Se licenció en Derecho en la Universidad de Deusto en 1997. Se doctoró en la Universidad del País Vasco en 2007 con la tesis “Régimen jurídico de la obligación de interconexión de redes en el sector de las telecomunicaciones” dirigida por Iñaki Lasagabaster y teniendo en el tribunal a José Manuel Castells, Agustín García Ureta, Elisenda Malaret, René Javier Santamaría Arinas y Manuel Ballbé i Prunés.
Ejerció como abogado desde el año 2006. Actualmente y desde el año 2005 es profesor universitario de Derecho administrativo en la Universidad del País Vasco. También es miembro del Centro Interdisciplinar de Estudios Jurídicos de la Universidad del País Vasco, junto con otros miembros como Iñaki Lasagabaster, Iñigo Urrutia o Unai Aberasturi. Desde el año 2022 es profesor titular de Derecho administrativo de la Universidad del País Vasco.
Es experto en Derecho administrativo, Derecho de las telecomunicaciones, Derecho económico, Derecho medioambiental, Derecho de los sectores regulados y derechos fundamentales.

## Publicaciones

### Libros
- Espacio público y Ordenanzas locales: estudio sobre su régimen jurídico, Instituto Vasco de Administración Pública (IVAP), 2017 (coord. con Iñaki Lasagabaster)
- Las notificaciones administrativas, Instituto Vasco de Administración Pública (IVAP), 2017
- La comunicación previa, la declaración responsable y el procedimiento administrativo: especial referencia al establecimiento de actividades y a la prestación de servicios, Aranzadi Thomson Reuters, 2013[9]
- El Principio Non Bis In Idem en la Ley Vasca de la Potestad Sancionadora, Instituto Vasco de Administración Pública (IVAP), 2010
- Acceso a la información, participación y acceso a la justicia en materia de medio ambiente, Gobierno Vasco, 2009 (con Iñaki Lasagabaster y Marta Iturribarria Ruiz)